# Pyrrhopyge
Pyrrhopyge är ett släkte av fjärilar. Pyrrhopyge ingår i familjen tjockhuvuden.

## Bildgalleri

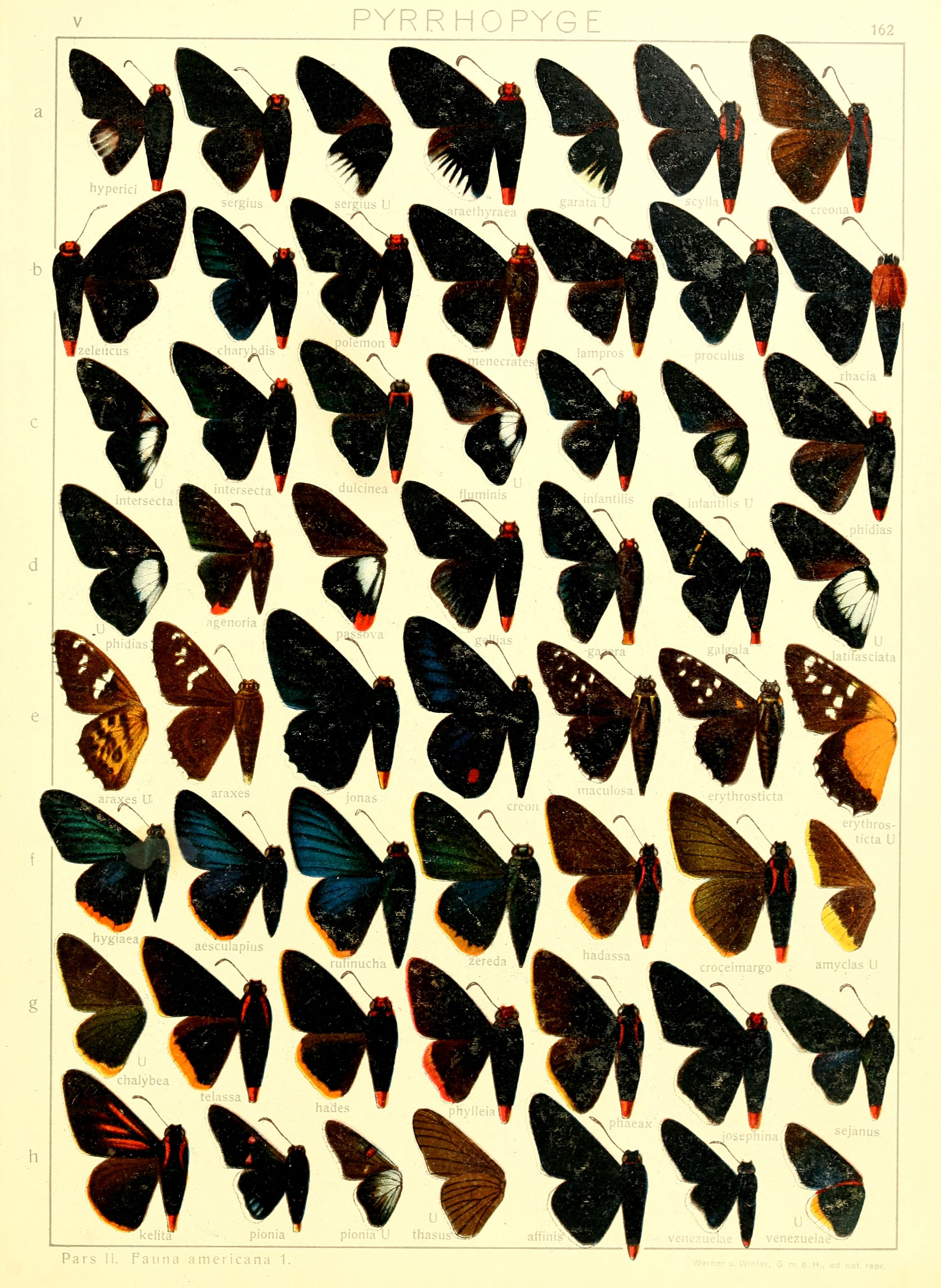
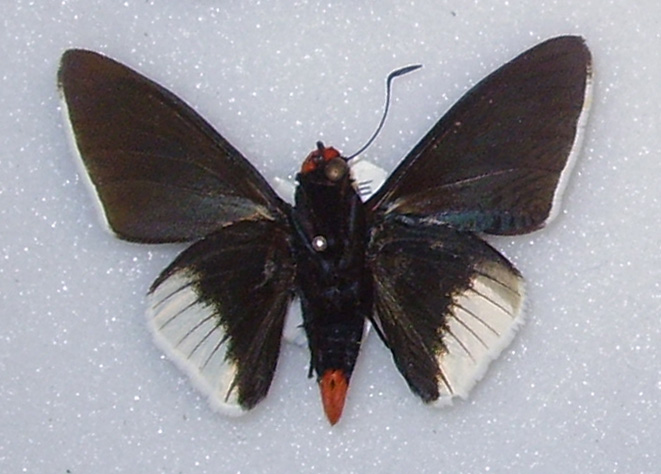

## Dottertaxa tillPyrrhopyge, i alfabetisk ordning[1]
- Pyrrhopyge aerata
- Pyrrhopyge aesculapus
- Pyrrhopyge agala
- Pyrrhopyge agathon
- Pyrrhopyge amiatus
- Pyrrhopyge amyclas
- Pyrrhopyge amythaon
- Pyrrhopyge andronicus
- Pyrrhopyge andros
- Pyrrhopyge apollo
- Pyrrhopyge araethyrea
- Pyrrhopyge arax
- Pyrrhopyge araxes
- Pyrrhopyge arbor
- Pyrrhopyge arinas
- Pyrrhopyge arizonae
- Pyrrhopyge aspilos
- Pyrrhopyge attis
- Pyrrhopyge aurora
- Pyrrhopyge aziza
- Pyrrhopyge bixae
- Pyrrhopyge blossomiae
- Pyrrhopyge bogotana
- Pyrrhopyge bolius
- Pyrrhopyge boulleti
- Pyrrhopyge cardus
- Pyrrhopyge chalybea
- Pyrrhopyge charybdis
- Pyrrhopyge chloris
- Pyrrhopyge cintra
- Pyrrhopyge cleopas
- Pyrrhopyge cometes
- Pyrrhopyge cometides
- Pyrrhopyge cossea
- Pyrrhopyge cosyra
- Pyrrhopyge creon
- Pyrrhopyge creona
- Pyrrhopyge cressoni
- Pyrrhopyge creusae
- Pyrrhopyge crida
- Pyrrhopyge crista
- Pyrrhopyge croceimargo
- Pyrrhopyge cyclops
- Pyrrhopyge cydonia
- Pyrrhopyge cyrillus
- Pyrrhopyge decipiens
- Pyrrhopyge delos
- Pyrrhopyge denieri
- Pyrrhopyge denticulata
- Pyrrhopyge draudti
- Pyrrhopyge erythrosticta
- Pyrrhopyge evansi
- Pyrrhopyge excelsus
- Pyrrhopyge fassli
- Pyrrhopyge flemingi
- Pyrrhopyge fleximargo
- Pyrrhopyge fola
- Pyrrhopyge frona
- Pyrrhopyge ganus
- Pyrrhopyge garata
- Pyrrhopyge gradens
- Pyrrhopyge grinda
- Pyrrhopyge guianae
- Pyrrhopyge hadassa
- Pyrrhopyge hades
- Pyrrhopyge hadora
- Pyrrhopyge haemon
- Pyrrhopyge halma
- Pyrrhopyge hanga
- Pyrrhopyge henna
- Pyrrhopyge hoffmanni
- Pyrrhopyge hygieia
- Pyrrhopyge hyleus
- Pyrrhopyge hyperici
- Pyrrhopyge infantilis
- Pyrrhopyge insana
- Pyrrhopyge jonas
- Pyrrhopyge josephina
- Pyrrhopyge kelita
- Pyrrhopyge laonome
- Pyrrhopyge latifasciata
- Pyrrhopyge leucoloma
- Pyrrhopyge lexos
- Pyrrhopyge lilliana
- Pyrrhopyge lina
- Pyrrhopyge mabillei
- Pyrrhopyge maculosa
- Pyrrhopyge maenas
- Pyrrhopyge martena
- Pyrrhopyge melanomerus
- Pyrrhopyge mendax
- Pyrrhopyge meriani
- Pyrrhopyge mina
- Pyrrhopyge mopsus
- Pyrrhopyge mulleri
- Pyrrhopyge noda
- Pyrrhopyge olivacea
- Pyrrhopyge orientis
- Pyrrhopyge orino
- Pyrrhopyge papius
- Pyrrhopyge pasca
- Pyrrhopyge patma
- Pyrrhopyge pedaia
- Pyrrhopyge pelota
- Pyrrhopyge peron
- Pyrrhopyge perula
- Pyrrhopyge phaeax
- Pyrrhopyge phidias
- Pyrrhopyge phoebus
- Pyrrhopyge phylleia
- Pyrrhopyge placeta
- Pyrrhopyge plancartei
- Pyrrhopyge podina
- Pyrrhopyge polka
- Pyrrhopyge pollio
- Pyrrhopyge ponicia
- Pyrrhopyge proculus
- Pyrrhopyge pseudohadassa
- Pyrrhopyge pseudophidias
- Pyrrhopyge punctata
- Pyrrhopyge pusca
- Pyrrhopyge rhacia
- Pyrrhopyge rileyi
- Pyrrhopyge ronda
- Pyrrhopyge rubricollis
- Pyrrhopyge rubricor
- Pyrrhopyge ruficauda
- Pyrrhopyge rufinucha
- Pyrrhopyge rufipectus
- Pyrrhopyge rusca
- Pyrrhopyge sadia
- Pyrrhopyge sangaris
- Pyrrhopyge sarpedon
- Pyrrhopyge schausi
- Pyrrhopyge selina
- Pyrrhopyge semana
- Pyrrhopyge semita
- Pyrrhopyge sergius
- Pyrrhopyge shiva
- Pyrrhopyge silex
- Pyrrhopyge spatiosa
- Pyrrhopyge staudingeri
- Pyrrhopyge tagra
- Pyrrhopyge tarapotoensis
- Pyrrhopyge tatei
- Pyrrhopyge telassa
- Pyrrhopyge telassina
- Pyrrhopyge temenos
- Pyrrhopyge tenuis
- Pyrrhopyge terra
- Pyrrhopyge tetricus
- Pyrrhopyge thelersa
- Pyrrhopyge thericles
- Pyrrhopyge timaeus
- Pyrrhopyge tristis
- Pyrrhopyge troja
- Pyrrhopyge tzotzili
- Pyrrhopyge variegaticeps
- Pyrrhopyge williamsi
- Pyrrhopyge viriditas
- Pyrrhopyge zeleucus
- Pyrrhopyge zenodorus
- Pyrrhopyge zepha
- Pyrrhopyge zereda